# Orotylus mitis
Orotylus mitis är en stekelart som först beskrevs av Wesmael 1848.  Orotylus mitis ingår i släktet Orotylus och familjen brokparasitsteklar. Arten är reproducerande i Sverige. Inga underarter finns listade i Catalogue of Life.